# 阮福綿寬
阮福綿寬（越南语：／，1826年7月8日—1863年9月2日），越南阮朝明命帝第三十三子，生母貴人梁氏願。
明命七年六月初四日（1826年7月8日），阮福綿寬在順化皇城出生。年少好學。明命二十一年（1840年）四月，受封為樂邊郡公（越南语：／）。嗣德七年（1854年）二月，阮福綿寬隨嗣德帝前往太學視察，奉命作《應制視學歌》十二章，得到嗣德帝嘉獎，命編入《御製辟雍賡歌會集》。嗣德十六年七月二十日（1863年9月2日），阮福綿寬去世，壽三十八歲，賜諡敦亮。葬於承天府香水縣居正總月瓢社，在香茶縣富春總中步邑建祠祭祀。

## 子女
阮福綿寬有4子3女。後裔按御賜髟字部起名。
- 三子阮福洪鬑，襲封畿外侯。
- 某子
  - 孫阮福膺髮，襲封佐國卿。